# 폴 발레리
폴 발레리(Paul Valéry)는 1871년 10월 30일 세트(에로)에서 태어나 1945년 7월 20일 파리에서 사망한 프랑스의 작가, 시인, 철학자이다.
발레리는 남부 프랑스의 세트에서 출생하여 몽펠리에 대학교에서 법률을 공부하였으나, 건축·미술·문학에 뜻을 두었다. 보들레르가 시조라고 일컬어지는 프랑스 상징주의에 매혹되었으며, 말라르메의 뒤를 이어 아폴리네르 등과 함께 상징주의의 주요 지류를 차지하고 있다. 1917년 《젊은 파르크》를 발표하고, 1922년 그 동안의 시를 모은 시집 《매혹》을 발표함으로써 20세기 상징주의 시인 중 최고의 한 명으로 손꼽히게 되었다. 이후 시는 쓰지 않고 산문과 평론을 계속 발표했으며, 평생 일기형식의 기록을 매일 아침 남겨, 엄청난 분량의 일지(cahiers)를 후세에 남겼다.
발레리의 사후 프랑스는 그를 국장으로 예우했으며, 그는 20세기 전반기 유럽의 대표적인 지식인의 하나로 손꼽힌다. 대표작으로 시집 《젊은 파르크》, 논문 《정신의 위기》, 《현대의 고찰》, 평론집 《바리에테》5권을 비롯하여 시극 《나의 파우스트》등이 있다.

## 작품
1917년, 발레리는 특히 지드의 영향을 받고 갈리마르에서 출간된 <젊은 파르크>로 시 창작에 돌아온다. 발레리는 약 4년간 몰두하여 집필한 512행의 이 장편시로 "긴 침묵"을 깼다. 발레리는 처음 자신의 작품을 실어주던 출판사 갈리마르와 친구 앙드레 지드의 부탁을 받아 시를 쓰게 되었다. 하지만 발레리는 처음 계획의 방대함에 압도당하여, 결국 이 시가 자신의 걸작으로 여겨지게끔 쓰게 된다. 신체와 정신의 대립에 사로잡힌 처녀의 내적 독백인 <젊은 파르크>는 스승이었던 말라르메의 위엄있는 형식주의에 의거하여 쓰였다.

### 젊은 파르크
젊은 파르크는 알렉상드랭으로 구성된 장편시이다.
한밤중에 깨어 괴물의 도래를 불안과 기대로 예감하면서 꿈꾸는 듯한 상태에서 독백한다. 처녀신 파르크에 의탁하여 그 주제는 ‘의식하는 의식’의 눈부신 빛이 던져진 ‘관능·정서, 신체의 감각, 기억의 깊이’가 연출하는 내면극이다. 이것은 또 순수하긴 하지만 서로 메마른 미와 생명의 약동이 투쟁하는 드라마이기도 하다. 그러나 최후에는 유명한 <해변의 묘지>(<매혹>의 1편)의 후미 “바람이 일다. 이제 살고지고”와 같이 허무와 죽음이 아닌 동(動)과 생(生)이 승리를 거둔다. 이것은 젊은 발레리의 이상이었던 순수정신이 무대에서 결별하는 것을 의미하는 것이다.
젊은 파르크를 각색한 만화가 있다.